# Petr z Alkantary
Svatý Petr z Alkantary, OFM (1499, Alcántara – 18. října 1562, Arenas de San Pedro) byl španělský františkánský mnich, vizionář a mystik. Žil velmi asketickým životem. Založil 12 klášterů přísné řeholní kázně. Roku 1669 byl prohlášen za svatého.

## Život
Pocházel z rodiny právníka Alonsa Garabito († 1507) a urozené Maríe Vilely de Sanabria y Maldonado. Rodina žila v obci Villaturiel, nedaleko Leónu, otec chtěl syna dát na studia práv, ale brzy zemřel. Petr v letech 1511-1515 studoval svobodná umění, filozofii a kanonické právo na univerzitě v Salamance. Odtud odešel do kláštera Menších bratří v Manxarretesu v provincii Extremadura, složil řeholní sliby a přijal jméno Petr.
Roku 1524 byl vysvěcen na kněze, vykonával mnohé úřady a zároveň rozvíjel apoštolskou činnost jako kazatel, zpovědník a duchovní vůdce. Roku 1538 byl zvolen provinciálem. Od papeže Pavla IV. získal plnou moc k zakládání klášterů s přísnou řeholní kázní.
Svatý Petr z Alkantary se spřátelil se svatou Terezií od Ježíše, reformátorkou karmelitánského řádu, byl rovněž jejím zpovědníkem. Španělský král Karel V. jej také požádal, aby se stal jeho zpovědníkem, ale světec ho odmítl.
Roku 1555 mu bylo dovoleno odejít do ústraní poustevny Santa Cruz de Paniagua (nyní součást stejnojmenné obce v autonomním společenství Extremadura na severozápadě Španělska). V roce 1557 přijal funkci generálního komisaře všech reformovaných konventuálů a přispěl k založení několika nových konventů.
Zanechal nevelké literární dílo, řádovou konstituci a 12 listů korespondence.
Roku 1622 jej papež Řehoř XV. blahořečil a roku 1669 papež Klement IX. svatořečil.

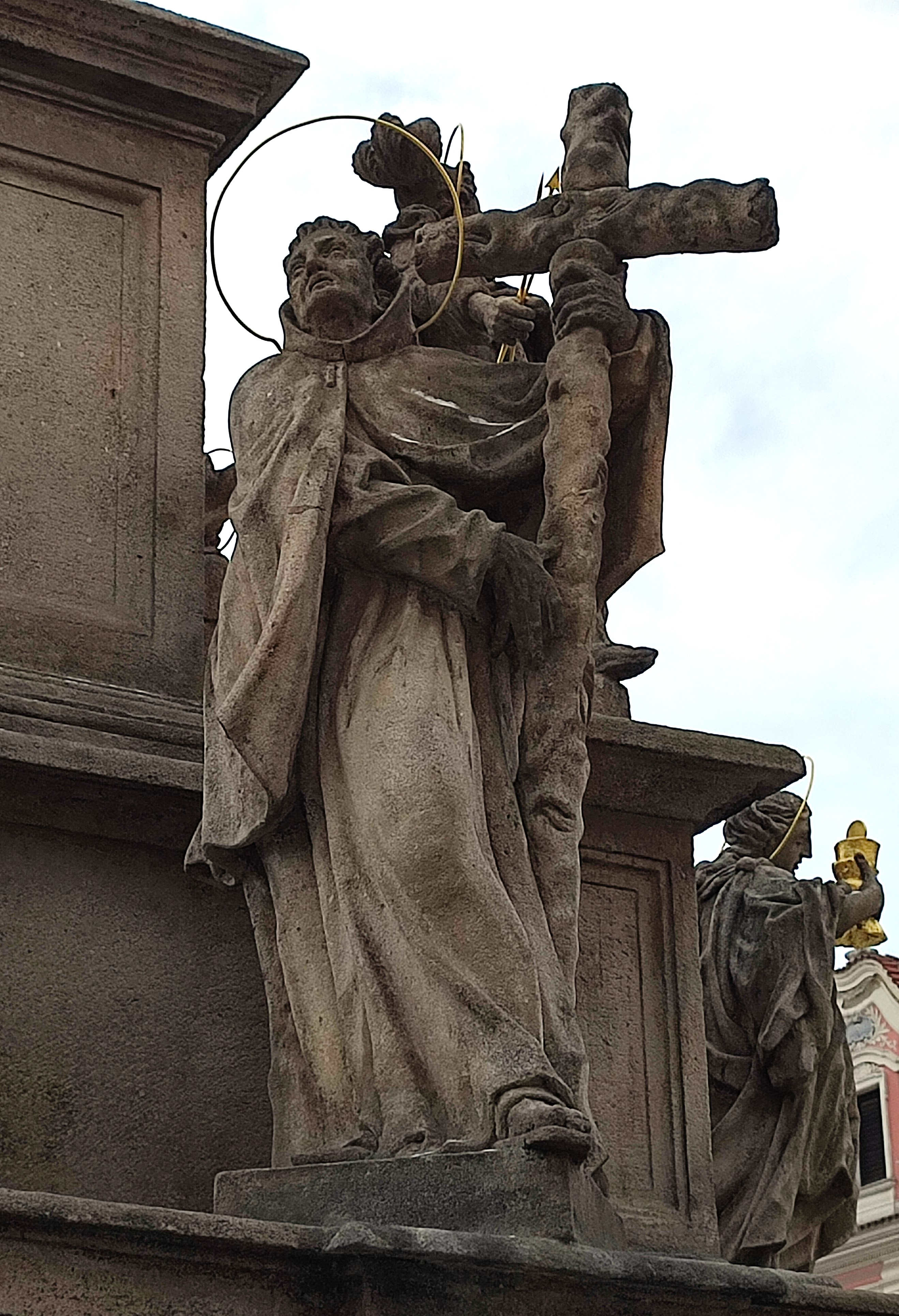
Lazar Widman: Socha sv. Petra z Alkantary na Mariánském sloupu v Plzni (1713–14)

## Úcta
Kostely
- Kostel sv. Pera z Alkantary s konventem františkánů v Seville, (Španělsko), založen roku 1666
- Farní kostel sv. Pera z Alkantary v Alkantaře, (Španělsko), založen kolem roku 1660
- Kostel sv. Petra z Alkantary v Kordóbě, (Španělsko), postaven 1695-1696
- Katedrála P. Marie a sv. Petra z Alkantary v Shrewsbury, (Anglie), novogotická stavba, založena roku 1856
- Katedrála sv. Petra z Alkantary v Petrópolis (Brazílie), novogotická stavba, založena 1894, dostavěna 1969
- Kostel svatého Petra z Alkantary (Karviná)
- Kostel svatého Petra z Alkantary (Liptovský Mikuláš) (Slovensko)

Kaple a sochy
- Kaple sv. Petra z Alkantary v kostele Santa Maria in Aracoeli (Řím); socha Extáze Petra z Alkantary před křížem
- Kaple sv. Petra z Alkantary v Babenhausenu-Schöneggu (Bavorsko)
- Sochy na oltářích františkánských a karmelitánských kostelů; na morových sloupech

## Ikonografie
Petr z Alkantary bývá zobrazován sám jako kajícník, klečící nebo stojící, oděný v kutně františkánského mnicha s pláštěnkou přes ramena. Drží mohutný kříž, nebo se o něj opírá, v ruce mívá knihu Konstituce kláštera sv. Gabriela a kláštera sv. Josefa, kterou sám napsal, v poustevně mívá ještě jako atribut lebku. Ve scénách bývá zobrazen, jak podává eucharistii sv. Terezii, při mystickém zjevení svatého Jana Kapistrána nebo při zázraku uzdravení dítěte. Poslední scénou bývá obraz Petrovy smrti v kruhu františkánských bratří.

## Patrocinium
- Je jedním z patronů františkánského řádu, ale také řádu karmelitánů přísné observance.
- Je patronem španělského autonomního společenství Extremadura a jedním z patronů Mexika.
- Bylo známo, že velmi málo spal, zpravidla vsedě. Proto je uctíván jako patron nočních hlídačů a vrátných.

## Galerie

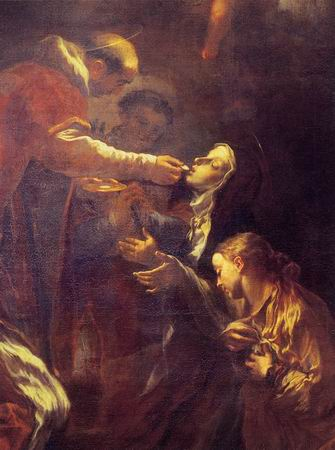
Poslední přijímání sv. Terezie z Ávily (1683)
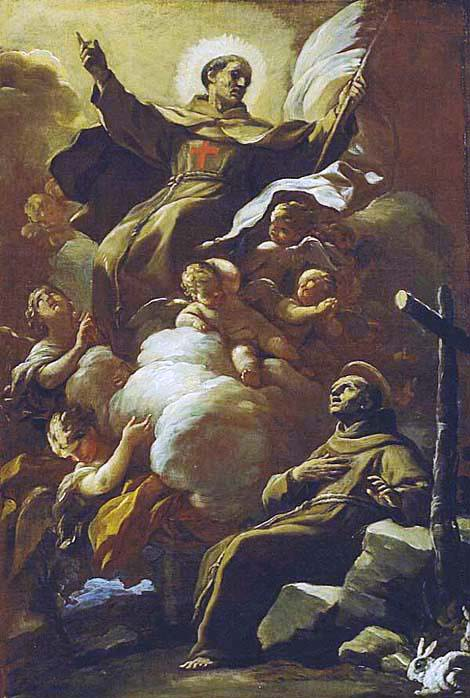
Luca Giordano: Zjevení sv. Jana Kapistrána Petrovi z Alkantary
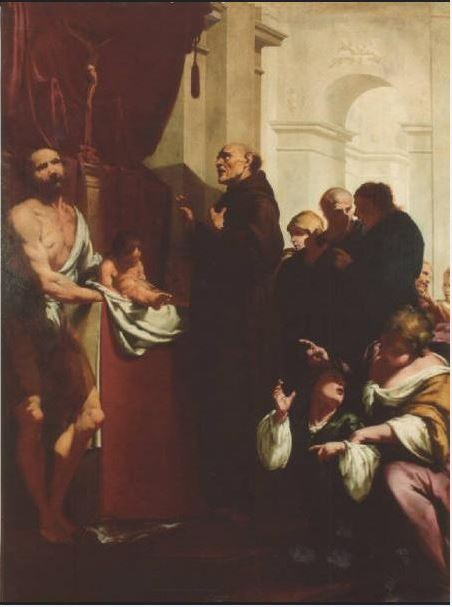
G. B. Lucini: Zázrak sv. Petra z Alkantary (1680)
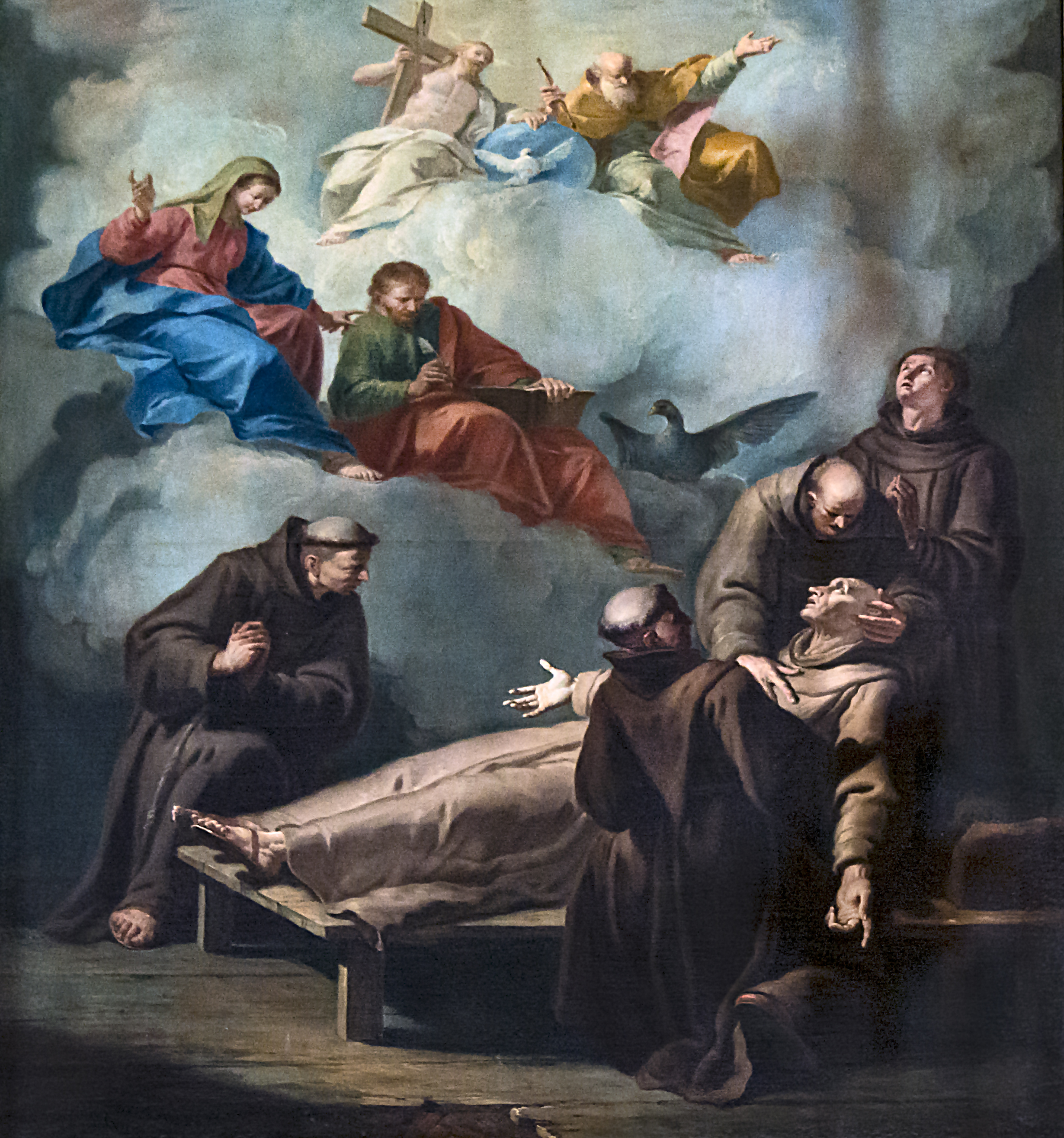
Smrt Petra z Alkantary, Francesco Fontebasso, Benátky
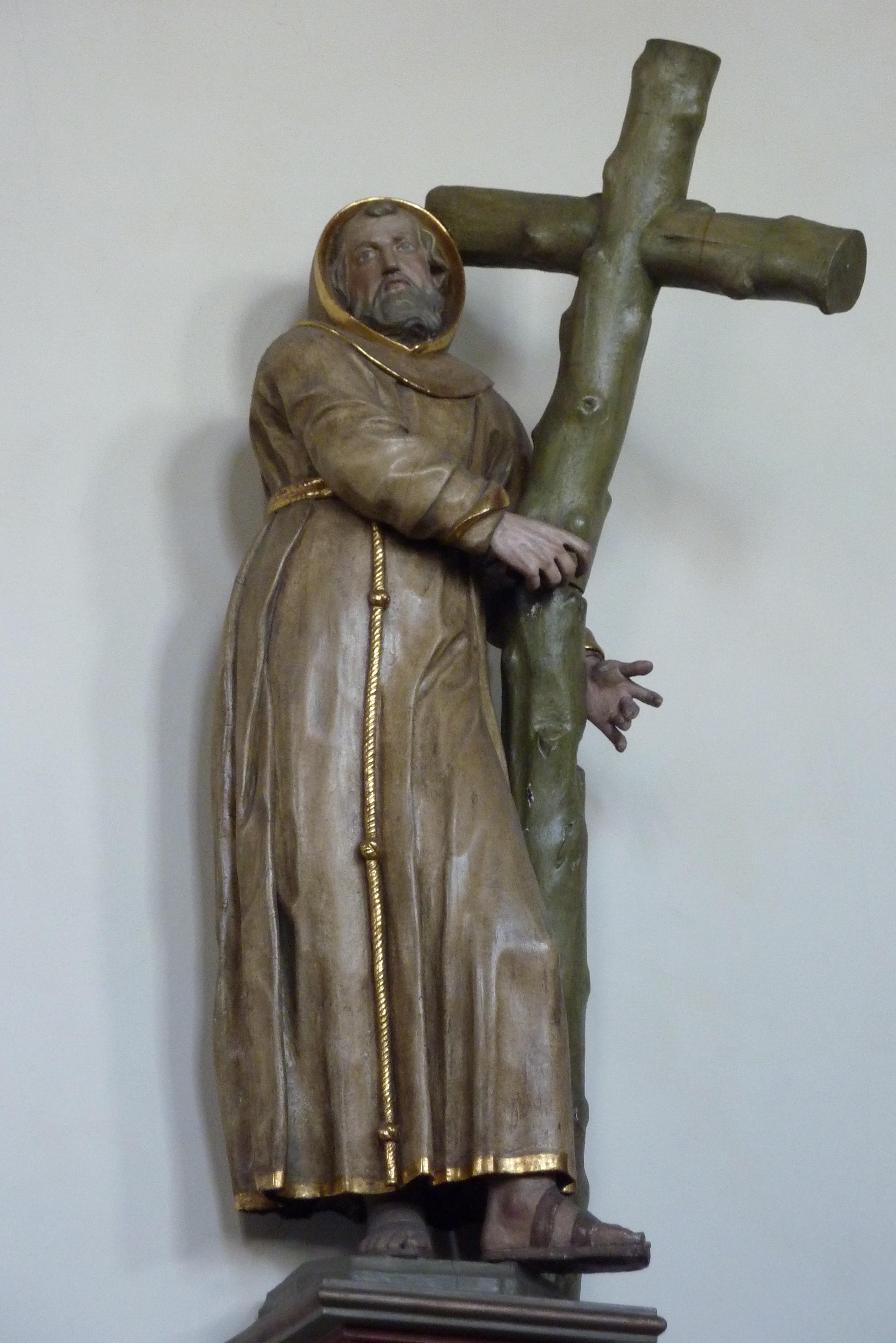
Socha z kalvárie v Ahrweileru, Německo (18. století)
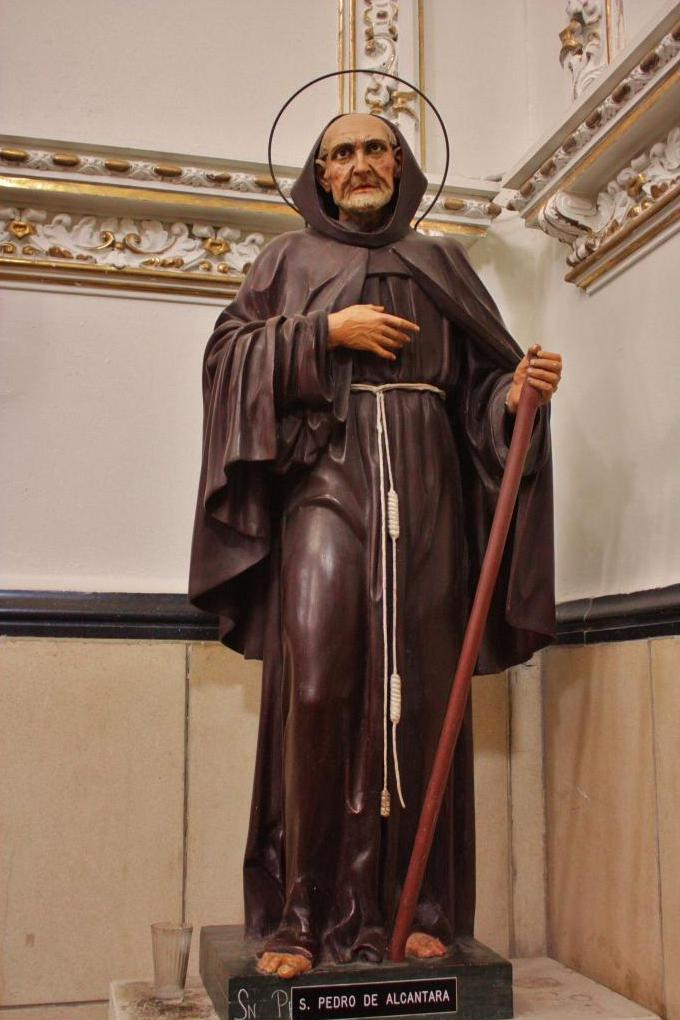
Socha v Ciudad Cuauhtémoc, Mexiko (19. století)